# Puerto Limón
Puerto Limón (eller bare Limón) er en by i det østlige Costa Rica, med et indbyggertal (pr. 2005) på cirka 105.000. Byen ligger i provinsen Limón på Costa Ricas kyst til det Caribiske hav, og er en af landets vigtigste havnebyer.
9°59′N 83°02′V / 9.983°N 83.033°V